# Хараа-Гол

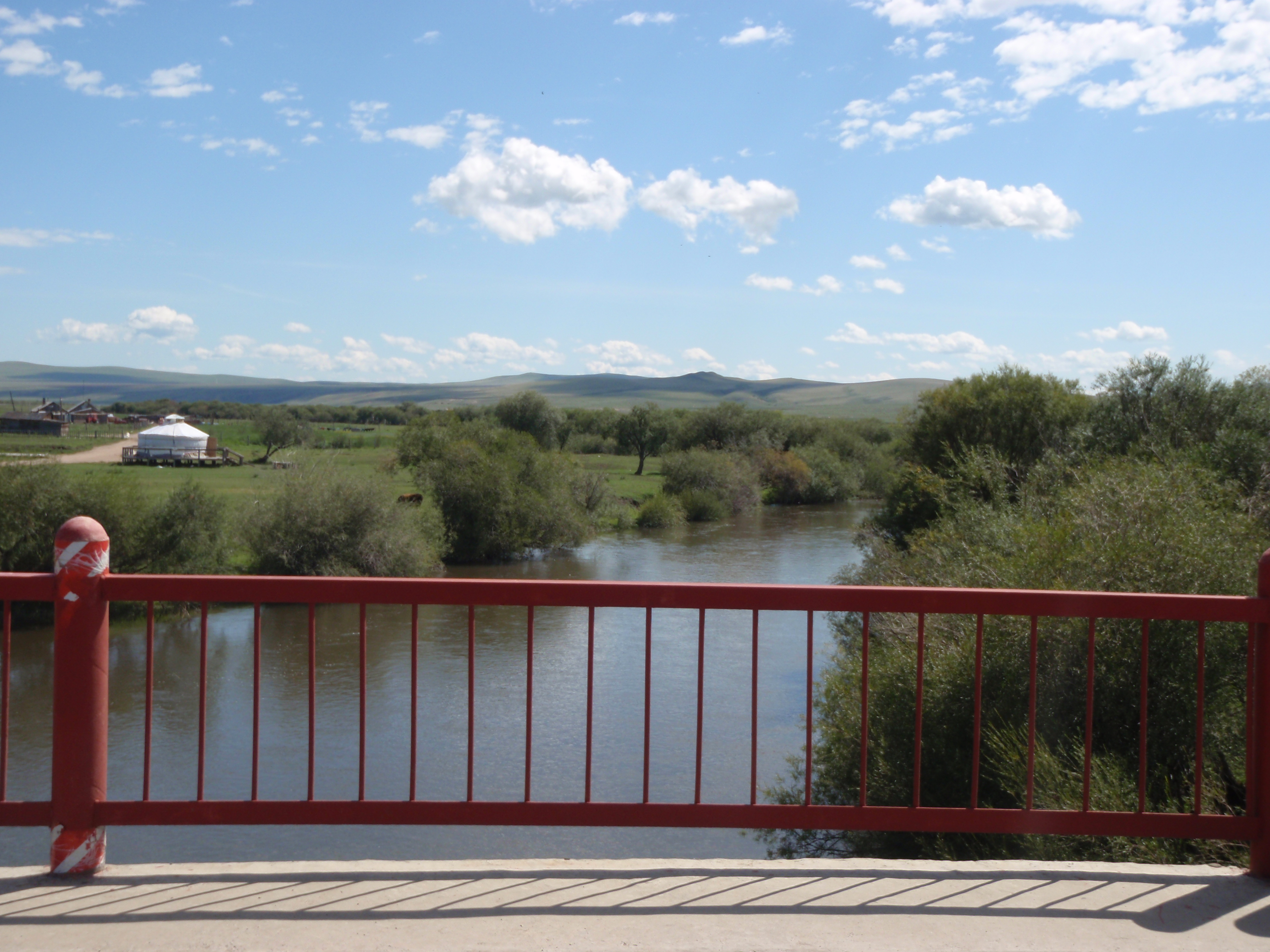

Хараа-Гол (монг. Хараа гол, «чорна річка») — річка в Монголії, притока Орхону.

## Розташування
Хараа-Гол — бере свій початок від злиття річок Мандалин-Гол та Сугнегер-Гол на схилах хребта Бага Хентій північно-західніше Улан-Батора. Вона проходить через територію Селенгійського аймаку та аймаку Туві.
Хараа-Гол впадає у річку Орхон у Дархан-Уульському аймаку у 20 кілометрах північніше міста Дархан. Основне русло річки Хараа Гол тече вздовж Трансмонгольської залізниці.

## Населені пункти
На річці розташовані селище міського типу Тунхел, селище Мандал, місто Зуунехараа, селище Херх, Баянгол. Також поруч з річкою знаходяться для золотодобувні підприємства Гацурт та Бороо.

## Гідрологія
Довжина річки складає 290 кілометрів, площа басейну — 15 000 квадратних кілометрів. Орієнтовно з кінця жовтня до середини квітня річка замерзає.

## Притоки
- Ульгій
- Тунхел
- Сугнугур